# 三色鸚嘴魚
三色鸚嘴魚，為輻鰭魚綱鱸形目隆頭魚亞目鸚哥魚科的其中一種，分布於印度太平洋區，包括東非、南非、馬達加斯加、模里西斯、馬爾地夫、日本、台灣海峡、菲律賓、澳洲、印度、印尼、諾魯、帛琉、法屬波里尼西亞海域，棲息深度2-25公尺，本魚體延長且側扁，頭部圓鈍，身前半部通常為綠色，身體後部呈現粉紅色或黃色，在尾鰭上下葉的邊緣內側有一條紫色帶，雌魚的體色為深灰色至近乎黑色，下側呈藍色至藍綠色，鱗片有黑色邊緣，尾鰭呈紅色，臀鰭呈橙色，腹鰭呈煙黃色至橙色ref name = FofA>Bray, D.J. . Fishes of Australia. 15 February 2020. 2018  [16 February 2020].</ref> ，背鰭硬棘9枚、背鰭軟條10枚、臀鰭硬棘3枚、臀鰭軟條9枚，體長可達52.7公分，體重可達2.9公斤，棲息在潟湖及臨海礁石海域，以藻類為食，可最為食用魚及觀賞魚。